# Občina Podčetrtek
Občina Podčetrtek je jednou z 212 občin ve Slovinsku. Nachází se v Savinjském regionu na území historického Dolního Štýrska. Občinu tvoří 26 sídel, její rozloha je 60,6 km² a k 1. lednu 2017 zde žilo 3 353 obyvatel. Správním střediskem občiny je městys Podčetrtek.

## Členění občiny
Občina se dělí na sídla: Brezovec pri Polju, Cmereška Gorca, Golobinjek ob Sotli, Gostinca, Imeno, Imenska Gorca, Jerčin, Lastnič, Nezbiše, Olimje, Pecelj, Podčetrtek, Polje ob Sotli, Prelasko, Pristava pri Lesičnem, Pristava pri Mestinju, Roginska Gorca, Rudnica, Sedlarjevo, Sela, Sodna vas, Sveta Ema, Verače, Vidovica, Virštanj, Vonarje.

## Sousední občiny
Sousedními občinami jsou: Rogaška Slatina na severu, Šmarje pri Jelšah na severozápadě, Šentjur na západě, Kozje na jihozápadě a Bistrica ob Sotli na jihu. Na východě hraničí s Chorvatskem, přičemž hranici tvoří řeka Sotla.